# Tachybaptus tricolor
Tachybaptus tricolor és el nom científic una espècie d'ocell de la família dels Podicipèdids (Podicipedidae), classificada en tres subespècies que sovint són considerades part del cabusset comú (Tachybaptus ruficollis). Habita les illes d'Indonèsia, des de Java, a través de Nova Guinea fins a l'illa de Bougainville.